# Sluipwijk (dorp)
Sluipwijk is een dorp behorende tot de gemeente Bodegraven-Reeuwijk in de Nederlandse provincie Zuid-Holland. Het dorp ligt op een dijk midden tussen de Reeuwijkse plassen en telt 360 inwoners. Door eeuwenlange vervening is de landbouwgrond om het dorp vrijwel geheel verdwenen.
Tot 1870 was Sluipwijk een zelfstandige gemeente. In dat jaar werd het aan de gemeente Reeuwijk toegevoegd.

## Geboren
- Pieter Kersbergen (1810-1899), organist, beiaardier, dirigent, componist en muziekleraar

## Zie ook

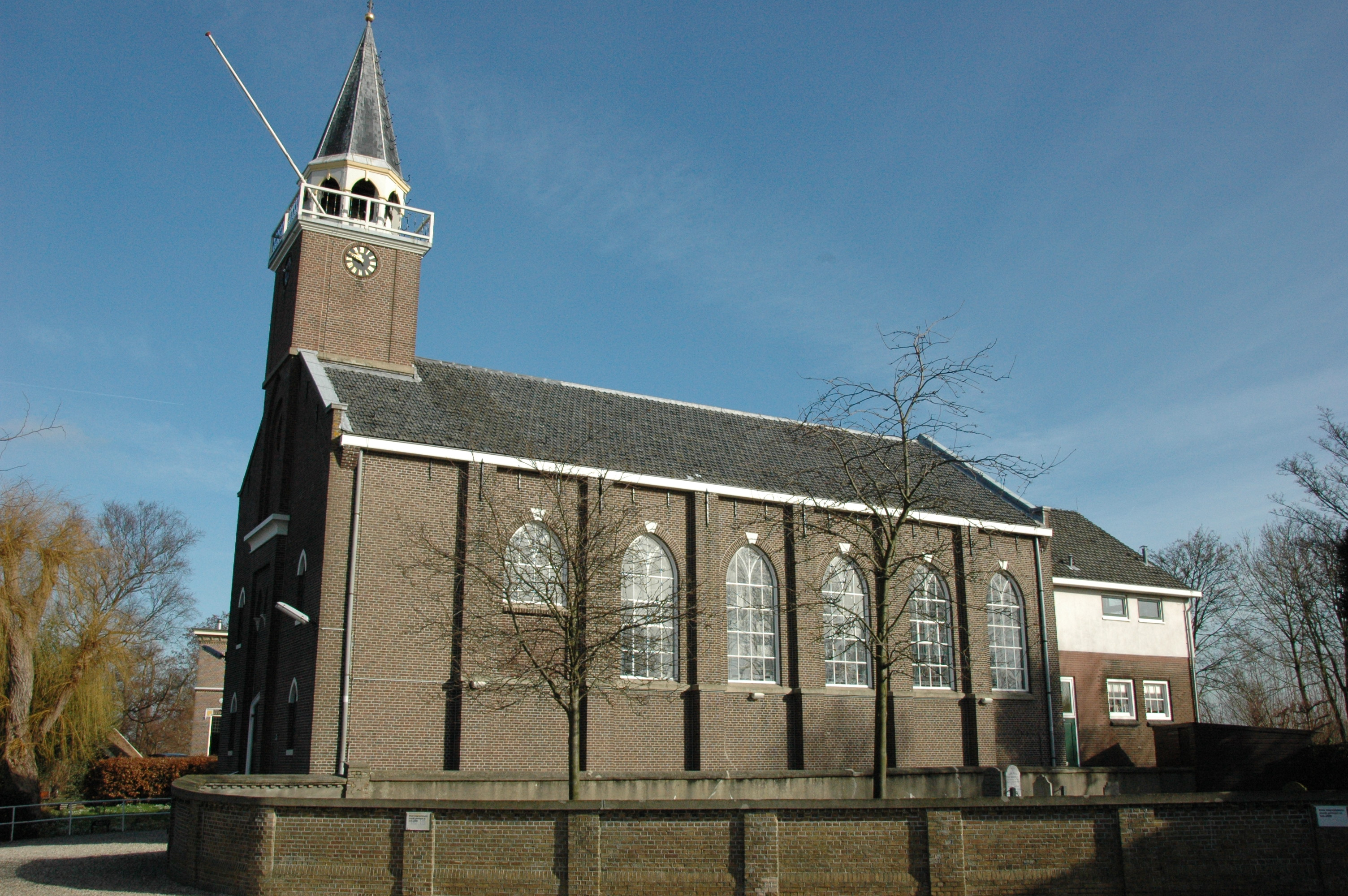
Nederlands Hervormde kerk
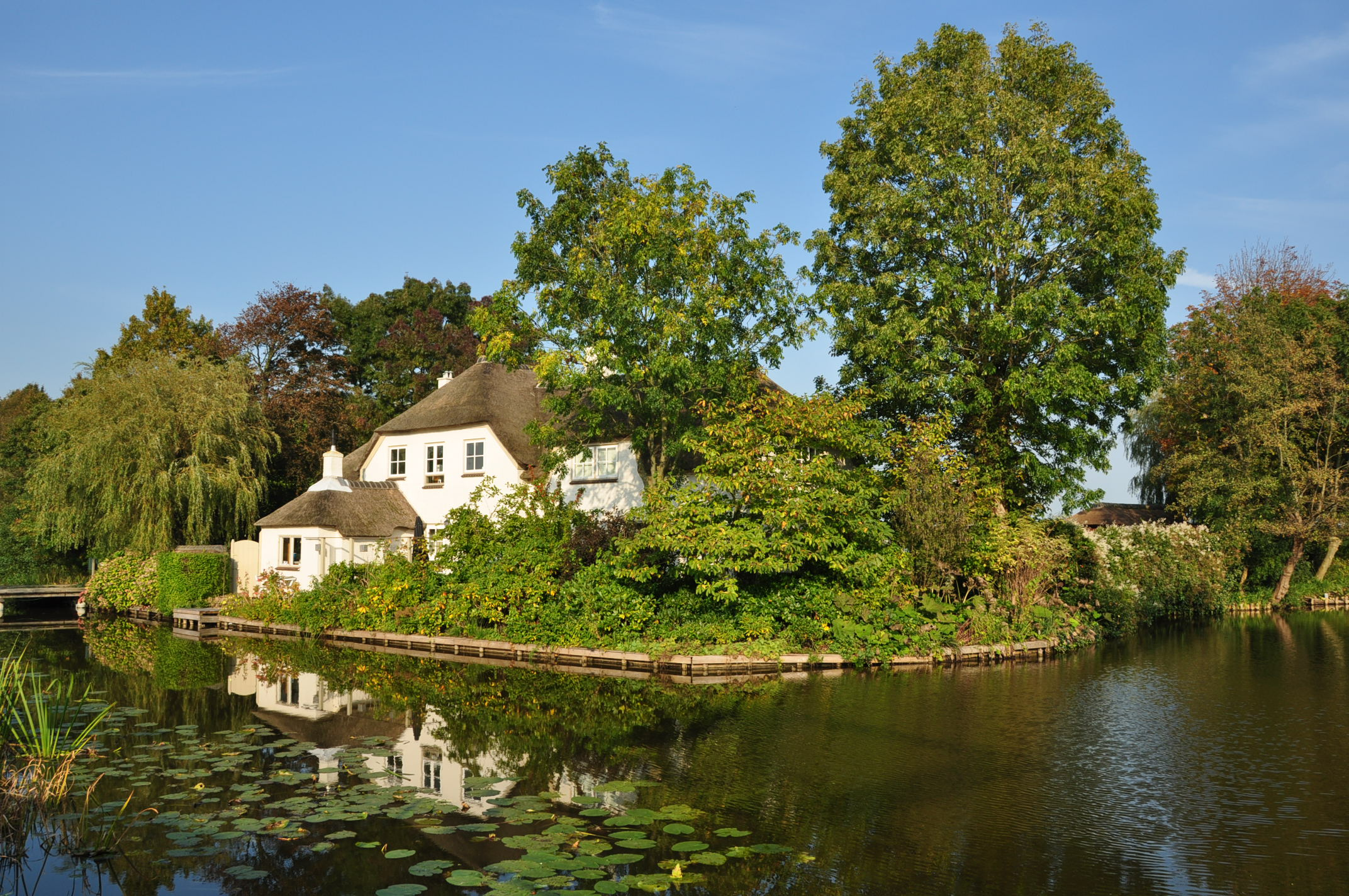
Villa aan de Zoetendijk